# 硫化钇
硫化钇是一种无机化合物，化学式为Y2S3。

## 制备
氧化钇和硫化氢与二硫化碳的混合气体在1270~1370 K反应，可以得到单斜晶系的δ-Y2S3。其中，硫化氢与二硫化碳可由NH4CNS的热分解反应制得。

## 化学性质
硫化钇和碘化铵在乙二胺中于568 K反应，生成单斜晶系的晶体Y(en)4(SH)2.72I0.28。